# Кот и Ко
«Кот и Ко» — советский рисованный мультфильм, снятый в 1990 году. Мультфильм нарисован в «лубочном» стиле, а его сюжет — явная отсылка к русскому лубку «Мыши кота погребают» («Как мыши кота хоронили»). В мультфильме не произносятся ни одного слова, звучит лишь музыка и издают звуки.

## Сюжет
История о коте, который подружился с мышами. Эта дружба не понравилась хозяйке кота, и она его посадила в тёмный подвал и оставила без обеда и ужина. Тогда кот и компания мышей придумали одну забавную авантюру — кот притворился мёртвым, а мыши понесли его хоронить.

## Призы и награды
Мультфильм «Кот и Ко» был награждён на фестивалях:
- Приз жюри фестиваля «Крок» (1991)
- Приз Хиросимы на Международном фестивале в Японии (1992)
- Первый приз и диплом фестиваля «Молодость» г. Киев (1992)

## Съёмочная группа
| автор сценария            | Владимира Голованова                                                        |
| кинорежиссёр              | Александр Гурьев                                                            |
| художник-постановщик      | Татьяна Ильина                                                              |
| художники-мультипликаторы | Марина Восканьянц, Александр Панов, Александр Мазаев, Владимир Вышегородцев |
| кинооператор              | Александр Чеховский                                                         |
| звукооператор             | Владимир Кутузов                                                            |
| монтажёр                  | Елена Белявская                                                             |
| xудожники                 | Виктория Макина, Ольга Павлова, В. Дымич                                    |
| редактор                  | Татьяна Папорова                                                            |
| директор съемочной группы | Елена Васина                                                                |

## Переиздания на видео
Мультфильм неоднократно переиздавался на VHS и на DVD в сборниках мультфильмов:
- «Самые любимые мультики. Выпуск 20», «Союзмультфильм», дистрибьютор «Союз Видео», мультфильмы на кассете: «Пони бегает по кругу» (1974), «Слонёнок пошёл учиться» (1984), «Слонёнок-турист» (1992), «Слонёнок заболел» (1985), «Мальчик и лягушонок» (1989), «На задней парте (выпуски 1, 2, 3 и 4)» (1978—1985), «Кот и Ко» (1990), «Перфил и Фома» (1985), «Крепыш» (1950).[2]
- «Masters of Russian Animation Volume 4» (Мастера Русской Анимации выпуск 4) на DVD. Мультфильмы в сборнике: «Дверь» (1986), «Мальчик как мальчик» (1986), «Освобождённый Дон Кихот» (1987), «Мартынко» (1987), «Большой подземный бал» (1987), «Кот и клоун» (1988), «Келе» (1988), «Сон» (1988), «Второе Я» (1989), «Подружка» (1989), «Кважды ква» (1990), «Кот и Ко» (1990).[3]
- «Кот и компания», «Союзмультфильм», дистрибьютор «Крупный план», мультфильмы на диске:

«Кошкин дом» (1958), «Кот в сапогах» (1968), «Кот и клоун» (1988), «Кот-рыболов» (1964), «Кот, который гулял сам по себе» (1968), «Кот, который умел петь» (1988), «Кот и Ко» (1990).